# Андрейко, Николай Матвеевич
Никола́й Матве́евич Андре́йко (6 мая 1922 — 28 декабря 2008) — участник Великой Отечественной войны, старший телефонист 685-го стрелкового полка 193-й Краснознамённой стрелковой дивизии 65-й армии Центрального фронта, Герой Советского Союза (30.10.1943), красноармеец.

## Биография
Родился 6 мая 1922 года в селе Ольшаны, ныне поселок городского типа Дергачёвского района Харьковской области Украины, в семье рабочего. Украинец. Окончил Ольшанскую семилетнюю школу. В 1938 году поступил на Харьковский завод имени Коминтерна (ныне завод транспортного машиностроения имени Малышева), где работал сначала учеником, а затем модельщиком.
В Красной Армии с июля 1941 года. Участник Великой Отечественной войны. Принимал участие в боях под Севастополем, Воронежем, Курском, Льговом, Севском, форсировал Десну, Сож, Днепр. В боях с немецко-фашистскими захватчиками был несколько раз ранен и контужен, но после лечения неизменно возвращался в действующую армию.
Старший телефонист 685-го стрелкового полка (193-я стрелковая дивизия, 65-я армия, Центральный фронт) комсомолец красноармеец Николай Андрейко отличился 15 октября 1943 года при форсировании Днепра у поселка городского типа Лоев Гомельской области Белоруссии.
Исполняя обязанности командира отделения, участвовал в изготовлении из брёвен плота для имущества, а затем стал переправляться вместе с двумя бойцами через Днепр. Когда до берега оставалось преодолеть последние десятки метров, от разрыва снаряда плот Андрейко перевернулся. Пришлось добираться вплавь, захватив с собой катушки с проводом и несколько телефонных аппаратов.
На втором плоту переправилось ещё восемь солдат. Николай Андрейко одним из первых ворвался в немецкую траншею. Завязалась рукопашная схватка. Двух гитлеровцев он застрелил, одного заколол штыком. Вскоре Андрейко и его товарищи установили связь со штабом полка и получили приказ: «Удержать плацдарм до подхода основных сил».
Этот боевой приказ воины выполнили. Фашисты бросались в ожесточенные контратаки, обстреливали траншею из минометов и пулеметов. Но, одиннадцать смельчаков не дрогнули и удержали плацдарм. Через сутки на правый берег переправились все подразделения полка.
Указом Президиума Верховного Совета СССР от 30 октября 1943 года за образцовое выполнение боевых заданий командования на фронте борьбы с немецко-фашистскими захватчиками и проявленные при этом мужество и героизм, красноармейцу Андрейко Николаю Матвеевичу присвоено звание Героя Советского Союза с вручением ордена Ленина и медали «Золотая Звезда» (№ 6694).
В октябре 1943 года Андрейко был тяжело ранен. Около года врачи боролись за его жизнь, несколько раз оперировали. Раны заживали, а потом снова открывались… В теле Героя так и остались несколько металлических осколков.
После войны Н. М. Андрейко демобилизован из Вооруженных Сил СССР. В 1947 году стал членом ВКП(б)/КПСС. Вернулся на Харьковский завод имени Малышева. Однако здоровье не позволило ему снова стать к станку. Закончив Харьковские областные курсы партийных и советских работников, Н. М. Андрейко около двадцати лет работал старшим экономистом в своем родном модельном цехе. Потом его выдвинули на должность начальника бюро труда и зарплаты того же цеха. Без отрыва от производства ветеран войны закончил двухгодичную учетно-плановую школу и Харьковский учетно-экономический техникум.

Мемориальная доска в Харькове.

На протяжении многих лет Н. М. Андрейко избирали председателем цехового комитета и членом заводского комитета профсоюза, был он и секретарем цеховой партийной организации. Часто выступал перед молодежью, рассказывая о подвигах советских людей в годы Великой Отечественной войны.
Жил в областном центре Украины — городе Харькове. Скончался 28 декабря 2008 года.

## Награды и звания
- Медаль «Золотая Звезда» Героя Советского Союза (1943, № 6694)
- Орден Ленина (1943)
- Орден Отечественной войны I степени (1985)
- Орден Трудового Красного Знамени
- Медали, в том числе:
  - Медаль «За победу над Германией в Великой Отечественной войне 1941—1945 гг.»
  - Юбилейная медаль «Двадцать лет Победы в Великой Отечественной войне 1941—1945 гг.»
  - Юбилейная медаль «Тридцать лет Победы в Великой Отечественной войне 1941—1945 гг.»
  - Юбилейная медаль «Сорок лет Победы в Великой Отечественной войне 1941—1945 гг.»
- Украинские ордена и медали, в том числе:
  - Орден Богдана Хмельницкого I степени (2005)[3]
  - Орден Богдана Хмельницкого III степени (1998)[4]
- Почётный гражданин Харькова.

## Память
- Похоронен в Харькове на кладбище № 2.